# Domenico Dolce
Domenico Mario Assunto Dolce, né le 13 août 1958 à Polizzi Generosa, est un styliste et entrepreneur italien. Avec Stefano Gabbana, il est à la tête de la marque Dolce & Gabbana (D&G). Depuis la fondation de D&G en 1985, il est devenu l'un des plus influents créateurs de mode et une icône de l'industrie de la mode.

## Biographie
Domenico Dolce est né à Polizzi Generosa, en Sicile, en 1958. Son père est tailleur et sa mère vendait des tissus et des vêtements. Il s'installe à Milan pour suivre des cours à l'Istituto Marangoni, mais il a abandonné avant d'être diplômé, confiant qu'il en savait assez pour travailler dans l'industrie. Son rêve était de travailler pour Armani.

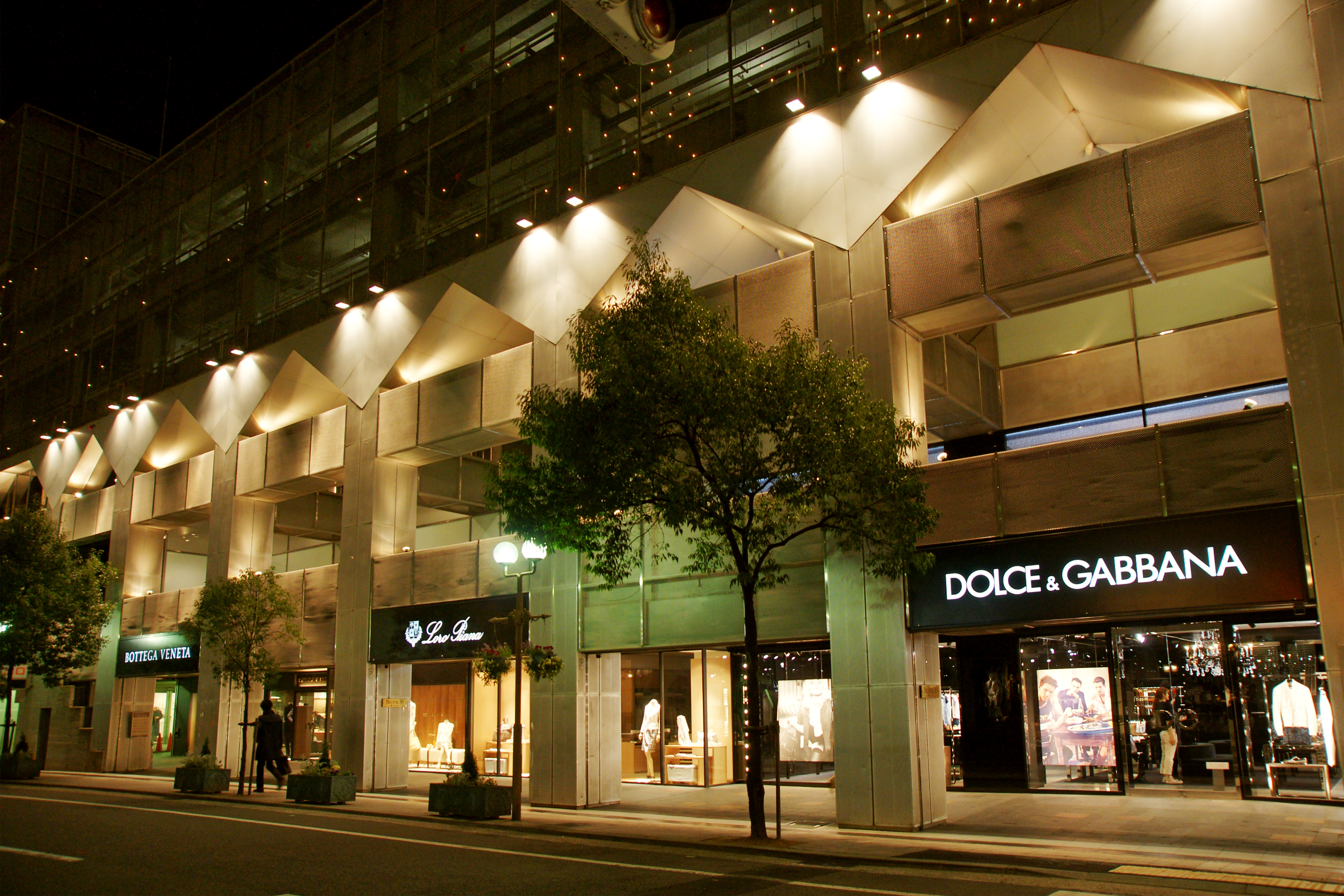
Boutique Dolce & Gabbana à Kobe au Japon

En 1980, Domenico Dolce rencontre Stefano Gabbana chez l'employeur de Dolce, le designer Giorgio Correggiari. En 1983, Dolce et Gabbana quittent Correggiari pour travailler à leur propre compte. Deux ans plus tard, ils lancent Dolce & Gabbana S. p.A. (D&G).

## Vie personnelle
Dolce et Gabbana étaient ouvertement en couple pendant de nombreuses années. Grâce à leur succès, ils vivaient dans une villa du XIXe siècle à Milan, et possédaient plusieurs propriétés sur la côte d'Azur. Leur relation se termine en 2004, mais leur collaboration continue au sein de D&G.
En octobre 2015, Dolce est la 27e personne la plus riche d'Italie, avec une valeur nette d'environ de 1,74 milliard de dollars, selon Forbes[réf. nécessaire].
En 2018, sa fortune est estimée à 1.5 milliard de dollars selon Forbes. 

### Démêlés judiciaires
En 2013, Domenico Dolce et Stefano Gabbana ont été accusés d'évasion fiscale et condamnés à 20 mois de prison avec sursis. Le tribunal a déclaré que les accusés avaient omis de déclarer des millions d'euros de revenus par le biais d'une filiale de la société D&G, Gado, basée au Luxembourg. Ils ont nié les accusations et ont fait appel de l'affaire. En octobre 2014, les deux stylistes ont été blanchis par la Cour d'appel.

### Prises de position
En mars 2015, le commentaire de Domenico Dolce à propos de la fécondation in vitro (FIV) a déclenché une tempête de critiques dans les médias sociaux. Dans une interview avec Panorama magazine, Dolce a dit, « je suis gay. Je ne peux pas avoir un enfant. Je crois que vous ne pouvez pas tout avoir dans la vie.... Vous êtes né d'un père et d'une mère. Ou du moins, c'est comme ça que ça devrait être. Pour cette raison, je ne suis pas convaincu par ce que j'appelle les enfants de la chimie, ou les enfants synthétiques. Utérus à louer, sperme choisi à partir d'un catalogue ». Elton John, qui a des enfants par FIV avec son mari David Furnish, a appelé à un boycott de la marque D&G.